# Атанарих
Атанарих — вождь вестготского племени тервингов (Tervingi), правил в 363—381 годах.
Возможно, сын Аориха. Атанарих считается первым персонажем готской политической жизни, о котором известно больше, чем только его имя.

## Атанарих — «судья» вестготов
В начале 60-х годов IV века Атанарих стал единоличным военным предводителем вестготов. Точный год прихода к власти Атанариха неизвестен. «Хроника вестготских королей», созданная, видимо, в VII веке, относит начало правления Атанариха к 400-му году испанской эры, что даёт нам 362/363 год. Исидор Севильский писал, что от начала правления Атанариха до пятого года правления Свинтилы прошло 256 лет, что даёт 369 год. Хотя возможно, что Исидор описался, и 256 лет следует отсчитывать не от пятого года, а от начала правления Свинтилы, что даст нам более близкий к истине 364 год. Как бы там ни было, но на основании свидетельства современника событий Аммиана Марцеллина доподлинно известно, что Атанарих уже точно правил народом вестготов к началу войны императора Валента II с вестготами в 367 году.
На основании того, что «Хроника вестготских королей» отводит Атанариху 13 лет правления, а в 376 году народ вестготов был разгромлен гуннами и распался на подвластных Атанариху и Фритигерну, можно с большей долей вероятности принять за начало правления Атанариха 363 год. Следовательно, Атанарих возглавил свой народ ещё в правление Эрманариха и, может быть, представлял собой автономную власть вестготов под верховенством общеготского короля.
Вестготские короли в более позднюю эпоху вели своё начало именно от Атанариха. До исчезновения династии Балтов королевское достоинство у вестготов принадлежало преимущественно (хотя и не всегда) этому роду. Это отразилось и в сохранившемся в труде Иордана предании, что вестготы служили Балтам с момента их поселения в Причерноморье. Учитывая стремление вестготских королей возвести начало своей власти именно к Атанариху, можно полагать, что тот принадлежал к этому правящему роду.
Хотя вестготы и вспоминали об Атанарихе как о своём «короле-основателе», римские наблюдатели описывают Атанариха скорее как представителя или исполнителя воли большинства «королей готов» или «объединённых королей», чем как короля или князя, обладающего полномочиями монарха. Атанариха источники называют «судьей». Так, Аммиан Марцеллин называет его могущественнейшим судьёй (iudex potentissimus). О том, что титул «судья» — не оговорка Аммиана, свидетельствует факт, что греческий оратор Фемистий тоже называет Атанариха «судьей» (dikastes). Более того, он сообщает, что сам Атанарих требовал от римлян называть его не королём, а судьёй, так как первое предполагает авторитет, а второе — мудрость. Очень важно, что Аммиан и Фемистий были современниками событий. Вероятно, в основании словоупотребления источников лежит какой-то неизвестный нам готский термин. По всей видимости, вестготы считали, что королю присуща не только власть, которой, несомненно, обладал Атанарих, но и определенная сакральность. Сократ в своей «Церковной истории» называет Атанариха «предводителем готов». Зосим прямо называет Атанариха архонтом.
Функции Атанариха, по большей части, заключались в военном руководстве. Он выступал в качестве военачальника, руководил внешними сношениями и обладал судебными полномочиями. Его власть распространялась на весь вестготский народ.
В ранних источниках племя Атанариха называется тервингами. Вестготами их назовут в более поздних источниках (в начале VI века), когда это племя контролировало большую часть Пиренейского полуострова и Галлии.

## Войны с римлянами
Летом 365 года император Валент получил тревожное сообщение от своих командующих пограничными войсками: «Народ готов, давно оставленный в покое и оттого в высшей степени дикий, образовал союз и готовит нападение на соседние фракийские провинции». Император Валент послал конницу и пехоту в области, которым угрожало вторжение готов. Однако когда эти элитные части проходили через Константинополь, Прокопий привлёк их на свою сторону и с их помощью провозгласил себя императором. Прокопий вступил с вестготами в переписку, и Атанарих послал на помощь узурпатору 3000 отборных воинов (Зосим назвал число готов в 10 тысяч, но количество, указанное у Аммиана Мацелина, кажется более реальным). Однако эти воины уже не застали Прокопия в живых; 27 мая 366 года он был казнён. И хотя его родственник Марцелл попытался с помощью готского корпуса стать императором, это ему не удалось. Затем вестготы повернули назад, однако на обратном пути к Дунаю над ними была одержана бескровная победа, а сами они были интернированы в различные города Фракии. Атанарих по этому поводу заявил протест, но Валент не выдал пленных. Обе стороны начали готовиться к войне.
Весной 367 года Валент начал военные действия. У Трансмариски (совр. Тутракан) римляне перешли Дунай и углубились на территорию вестготов. Однако Атанариху удавалось всё время умело уклоняться от имперской армии, и основную часть доверенного ему племенного союза он увёл в Карпаты. Римляне опустошили страну, преследуя разрозненные группы жителей, но и сами пострадали от нападений партизан. «После этого император со своими отрядами беспрепятственно повернул назад, не нанеся врагу серьёзного ущерба и не пострадав от него». Половодье 368 года прервало военные действия, так как Валент не смог перейти Дунай.
На третий год войны (369) Валент перешёл реку у Новиодуна (совр. Исакча). При этом он сначала столкнулся с остготами, которые пришли, возможно, на помощь вестготам. Всадники остготов быстро отступили, и императорские войска двинулись дальше. Чем глубже они проникали в область между Прутом и Днестром, тем сильнее становилось сопротивление вестготов, пока, наконец, перед римскими войском не появился Атанарих. Удивительно, но Атанарих вступил в битву только с частью воинов племени. Скорее всего, он вовсе не собирался давать римлянам решающее сражение, которое его племенной союз едва ли мог выиграть. Готы проиграли битву, но под предводительством Атанариха избежали уничтожения.
После тактически грамотного отступления готский «судья» начал переговоры с римлянами. Понимая, что попытки окружить в высшей степени подвижную группу племён и нанести ей решительное поражение оказываются тщетны, Валент склонился к тому, чтобы согласиться на мирные предложения Атанариха. Окончание военных действий отвечало, разумеется, и интересам готов, которые из-за похода римлян 367 года и природной катастрофы 368 года, уничтожившей урожай, встали перед настоящей угрозой голода. Кроме того, отсутствовала торговля с римлянами, которая была нужна для бесперебойного снабжения.

## Мирный договор с Империей
В сентябре 369 года Валент был вынужден заключить с Атанарихом мир. Переговоры велись «в условленном месте» в лодках, стоящих посреди Дуная. Был заключен новый договор, который хотя восстанавливал «дружбу» между Империей и готами, но его условия были намного хуже по сравнению с союзом 332 года.
Торговлю между дунайскими провинциями и вестготами, которая велась до сих пор свободно, римская сторона ограничила двумя местами на границе. Дунай признан был границей между Империей и вестготами. Рим как бы признавал суверенитет готов. Были установлены выплаты для федератов, готы дали заложников, и император вернулся в Константинополь, где принял победный титул «Готского». У Атанариха были развязаны руки для того, чтобы продолжить преследование христиан, начатое ещё Аорихом.

## Гонения на христиан
Вторая волна гонений на христиан продолжалась с 369 до 372 года, и она проводилась несравненно более систематично, чем в середине века. В основе этих преследований лежали антиримские настроения, чрезвычайно сильные среди вестготов. По-видимому, все христиане, вне зависимости от того, к какому течению в церкви они принадлежали, считались вражескими приспешниками. Преследования эти проводились под руководством Атанариха, который осуществлял их по решению совета знати (мегистанов). Атанарих приказал провезти на повозке по стране «нечто подобие изображению бога» и приносить ему жертвы. Тех, кто отказывался, сжигали вместе с его жилищем. Около него наказывали и тех, кто преступил «божественный закон» племени.
Многие из христиан стали мучениками, поскольку не согласились приносить жертвы идолам (например, великомученик Никита). Основная масса христиан была вынуждена покинуть земли вестготов и уйти на римские территории.

## Борьба Атанариха с Фритигерном
В условиях преследования христиан Фритигерн, один из вождей вестготов, увидел, вероятно, возможность самому захватить верховную власть. Поэтому Фритигерн завязал отношения с Валентом, добился императорской поддержки в обмен на согласие перейти в арианство, и напал на Атанариха. Война эта, вероятно, велась где-то между 372 и 376 годами, но точных дат запутанное предание не сообщает. После того, как был достигнут непрочный успех, Атанарих вновь получил верховную власть, так как в качестве «судьи» всех вестготов занялся организацией обороны против гуннов.

## Борьба с гуннами
В 376 году гунны, победив остготов, напали и на западных их соседей. Летом 376 года Атанарих с сильным войском отправился на западный берег Днестра. Здесь, на старой границе двух готских народов, вестготский «судья» приказал разбить лагерь. Два знаменитых вождя, Мундерих и Лагариман, перевели авангард через реку на восток «примерно на двадцать миль»; они должны были наблюдать за продвижением гуннов. Однако контакты между вестготами и остготами налажены не были, хотя части разбитых гуннами остготов удалось оторваться от победителей и уйти на запад. Гунны же обошли стороной выставленный вестготами авангард и, продемонстрировав хорошее знание местности, лунной ночью переправились через Днестр, и неожиданно обрушились на Атанариха. Несмотря на это, готскому «судье» вновь, как и в войне с Валентом, удалось отступить без существенных потерь. Вероятно, гуннская армия не была столь многочисленной, чтобы предпринять дальнейшие действия; скорее это был гуннский передовой отряд, которому было поручено отбросить Атанариха с его оборонительной позиции. Более крупное гуннское войско не позволило бы уйти ни авангарду Мундериха, ни войску Атанариха.
Атанарих отступил за Траянов вал между Прутом и Сиретом и занял там укреплённую оборону. Тут на него вновь абсолютно неожиданно напали гунны. На этот раз вестготы Атанариха пропали бы, не помешай их врагам слишком богатая добыча. Как видно, гунны, отягощённые добычей, возвращались домой после разорительного набега на страну вестготов, когда столкнулись с воинами Атанариха.
Из-за начавшегося в стране голода и постоянных набегов гуннов, среди вестготов снова начался разлад. В этот момент реальной альтернативой оказались представители оппозиции, друзья Рима и христиане, то есть старые противники вестготского «судьи». Они взяли инициативу в свои руки, утверждая, что бегство в Римскую империю является единственным средством к спасению. Вследствие этого большая часть вестготов покинула Атанариха и была принята в Римскую империю; их предводителями были Алавив и Фритигерн. Атанарих же, чтобы спасти своих готов, удалился к Карпатским горам, потеснив живших там сарматов. После этого Атанариха, по-видимому, оставила значительная часть племени, отошедшая в область, позднее получившую название Трансильвания. На время смут последующих четырёх лет готы Атанариха исчезли в Карпатских горах, и о них ничего не было слышно.

## Мир с римлянами. Смерть Атанариха
После подавления выступления готов Фритигерна император Феодосий, чтобы предупредить возможность новых движений между ними, пригласил поселиться в римской земле и Атанариха, который, по неизвестным причинам, не смог удержаться в Трансильвании. Этим создавался противовес готам-арианам из числа готов-язычников. Атанарих тотчас же заключил мир с Феодосием Великим, и 11 января 381 года с большими почестями был принят императором в Константинополе. Император лично вышел ему навстречу. Но уже две недели спустя, 25 января 381 года, готский князь умер. Ещё в большей степени, чем блестящий приём, императорскую власть и величие смогли впечатляюще продемонстрировать государственные похороны, которые, согласно римскому ритуалу, христианин Феодосий устроил язычнику Атанариху. Причём император сам на похоронах шёл перед носилками. Кончина ещё не старого Атанариха была неожиданной; ходили даже слухи о насильственной смерти.
Хотя Атанарих и умер, тем не менее, договор, заключённый им с Империей, оставался в силе до самой смерти Феодосия. Многие знатные вестготы поступали в римскую армию и часто достигали в ней видных должностей.